# Bobby Julich
Bobby Julich est un coureur cycliste américain né le 19 novembre 1971 à Corpus Christi.
Il a fini 3e du Tour de France 1998, et il a été médaillé d'argent du contre-la-montre aux Jeux olympiques 2004 à Athènes.

## Biographie
Bobby Julich passe professionnel en 1992 avec l'équipe « Spago ». Il défend ensuite successivement les couleurs de « Rossin Pacos » en 1993, « Chevrolet » en 1994, « Motorola » en 1995 et 1996, « Cofidis » (1997-1999), « Crédit agricole » (2000-2001) et « Team Telekom » en 2002 et 2003 avant de rejoindre Team CSC en 2004.
Il termine 3e du Tour de France 1998 derrière Marco Pantani et Jan Ullrich. Il ne confirme pas ce résultat dans les grands tours par la suite. Il connaît une embellie en 2004 quand il obtient la médaille d'argent (à la suite du déclassement de Tyler Hamilton) aux Jeux Olympiques d'Athènes, et en 2005 quand il remporte Paris-Nice. Lors de cette saison 2005, il s'impose également en août lors de l'Eneco Tour en gagnant le dernier contre-la-montre tracé autour de la ville de Etten-Leur.
Californien, Bobby Julich réside à Nice (France) pendant la saison cycliste.  Il annonce la fin de sa carrière le 8 septembre 2008.
En 2011, Julich devient entraîneur au sein de l'équipe Sky. Il s'occupe de 7 des coureurs de l'effectif dont Bradley Wiggins et Christopher Froome.
En octobre 2012, il avoue s'être dopé à l'EPO entre août 1996 et juillet 1998. Cet aveu intervient quelques jours après la décision de suspendre Lance Armstrong à vie et de lui retirer ses résultats obtenus depuis août 1998. L'enquête qui a abouti à cette sanction a recueilli les témoignages de plusieurs cyclistes américains ayant également reconnu s'être dopés. Il démissionne dans la foulée de son poste d'entraîneur de l'équipe Sky.

## Palmarès

### Palmarès amateur
- 1988
  - Tour de l'Abitibi
  - 2e du championnat des États-Unis sur route juniors
- 1989
  - Trofeo Karlsberg
  - Tour de l'Abitibi
- 1990
  -  Champion des États-Unis de cyclo-cross juniors

### Palmarès professionnel
- 1994
  - 1re et 5e étapes de la Cascade Cycling Classic
  - 14e étape de la Fresca Classic
  - 2e de la Tucson Bicycle Classic
  - 2e du First Union Invitational
  - 2e de la Fitchburg Longsjo Classic
  - 3e de la Nevada City Classic
- 1995
  - 3e du First Union Invitational
  - 3e de la Commonwealth Bank Classic
- 1996
  - 9e du Tour d'Espagne
  - 10e de la Japan Cup
- 1997
  - Route du Sud :
    - Classement général
    - 2ea et 2eb (contre-la-montre) étapes

  - Tour de l'Ain :
    - Classement général
    - 5eb étape (contre-la-montre)
- 1998
  - Classement général du Critérium international
  - 2e de À travers Lausanne
  - 2e du Tour du Limousin
  - 3e du Tour de France
  - 5e du Grand Prix de Suisse
- 1999
  - 2e du Trophée des grimpeurs
- 2000
  - 2e du Tour méditerranéen
- 2001
  - 5e étape du Tour de France (contre-la-montre par équipes)
  - 3e du Grand Prix de Lugano
- 2003
  - 3e du Karlsruher Versicherung GP (avec Alexandre Vinokourov)
- 2004
  - LuK Challenge (avec Jens Voigt)
  - 5eb étape du Tour du Pays basque (contre-la-montre)
  -  Médaillé d'argent du contre-la-montre des Jeux olympiques[5]
  - 2e du Grand Prix Eddy Merckx
  - 3e de Paris-Nice
  - 4e du Tour du Pays basque
- 2005
  - 4e étape du Tour méditerranéen (contre-la-montre par équipes)
  - Classement général de Paris-Nice
  - Critérium international :
    - Classement général
    - 3e étape (contre-la-montre)

  - Eneco Tour :
    - Classement général
    - 7e étape (contre-la-montre)

  - LuK Challenge (avec Jens Voigt)
  - 5e du Tour du Pays basque
  - 9e du classement UCI ProTour
- 2006
  - Prologue de Paris-Nice
  - 5e étape du Tour d'Italie (contre-la-montre par équipes)
  - Eindhoven Team Time Trial (avec l'équipe CSC)
  - 3e du Tour de Californie
- 2007
  - Eindhoven Team Time Trial (avec l'équipe CSC)
  - 2e étape du Tour d'Allemagne (contre-la-montre par équipes)
  - 2e du Tour de Saxe

## Résultats sur les grands tours

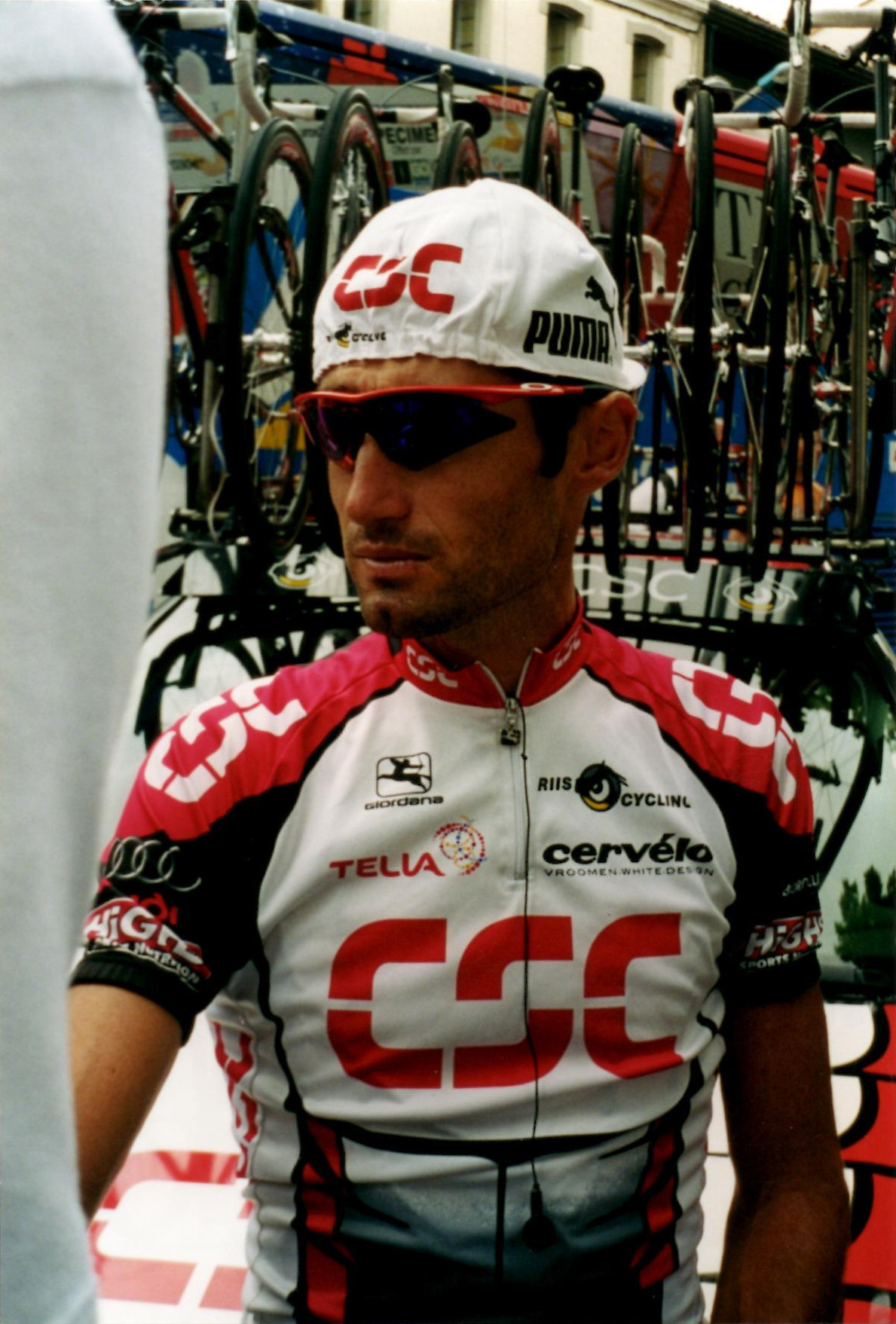
Bobby Julich lors du Tour de France 2004

### Tour de France
9 participations
- 1997 : 17e
- 1998 : 3e
- 1999 : abandon (8e étape)
- 2000 : 48e
- 2001 : 18e
- 2002 : 37e
- 2004 : 40e
- 2005 : 17e
- 2006 : abandon sur chute (7e étape)

### Tour d'Italie
1 participation
- 2006 : 92e

### Tour d'Espagne
3 participations
- 1996 : 9e
- 1999 : abandon (7e étape)
- 2003 : 95e